# Ľudovít Csordák
Ľudovít Csordák (28. února 1864 Košice – 28. června 1937 Košice), byl slovenský akademický malíř, žák prof. J. Mařáka na pražské malířské Akademii.

## Život
Ľudovít Csordák se narodil 28. února 1864 v Košicích, do rodiny krejčího Jana Csordáka. Pocházel ze čtyř dětí a jeho rodiče se potýkali s nedostatkem financí. Základní vzdělání mladý Ľudovít absolvoval v rodných Košicích. V letech 1874–1981 studoval na košickém reálném gymnáziu. Zde získal první hodiny kreslení pod vedením prof. Vojtěcha Klímkoviče. V roce 1882 se odstěhoval s rodiči do Budapešti. Následujícího roku se zapsal do Školy pro vzdělávání učitelů kreslení. Zde setrval pouze 6 měsíců a opět se z rodiči odstěhoval do Mnichova. V Mnichově žil a studoval v letech 1883–1889. V roce 1888 se Csordák stal členem spolku českých a slovenských kulturních umělců Škréta v Mnichově. V mnichovském bytě Csordákových bydlel nějaký čas malíř Emil Holárek. Ten Csordáka přesvědčil k odchodu do Prahy a k přihlášce do speciálky Julia Mařáka. V letech 1889–1895 Ľudovít Csordák studuje na malířské Akademii v Praze pod vedením profesora Julia Mařáka. V roce 1895 se stal členem pražského spolku SVU Mánes. Studium na Akademii ukončil v roce 1895, vrátil se na Slovensko a usadil se v Turni nad Bodvou jako domácí učitel kreslení. V roce 1896 obdržel Csordák nabídku od majitele Slanského hradu, aby se staral o jeho soukromé muzeum. Csordák nabídku přijal a přestěhoval se do Slance, kde žil v letech 1896–1908. V roce 1897 se Csordák oženil s Ludmilou Menšíkovou. V letech 1892–1912 se živil jako učitel kreslení ve východoslovenských šlechtických rodinách. V roce 1907 se Csordák stal zakládajícím členem Nemzeti Szalonu v Budapešti. Přestože žil ve Slanci tak udržoval kontakty s košickými výtvarníky, hlavně s malířem česko-moravského původu Elemírem Halász-Hradilem. Tento malíř se stal později Csordákovým přítelem. V roce 1908 se Csordák natrvalo přestěhoval do Košic. V roce 1929 se v Praze konala výstava Julius Mařák a jeho žáci. Ta zviditelnila Csordákovo dílo a doslalo se mu zaslouženého uznání. Na sklonku života se malíř věnoval výchově mladých malířů v soukromé výtvarné škole. Mezi jeho žáky byli např. Josef Ilečko, Václav Beneš a Karel Luňáček. V roce 1934 pobýval několik týdnů ve Vysokých Tatrách. Dne 28. června 1937 Ľudovít Csordák po krátké nemoci v Košicích zemřel.

## Výstavy
- Mukačevo (1920)
- Plzeň (1930)
- Košice (1909)
- Praha (1932) (společná s Halászo-Hradilem)
- Hradec Králové (1935)
- Košice (1937) (posmrtná výstava ve Východoslovenském muzeu)
- Bratislava (1938)
- Bratislava (1952, 1972) ve Slovenské národní galerii

## Galerie

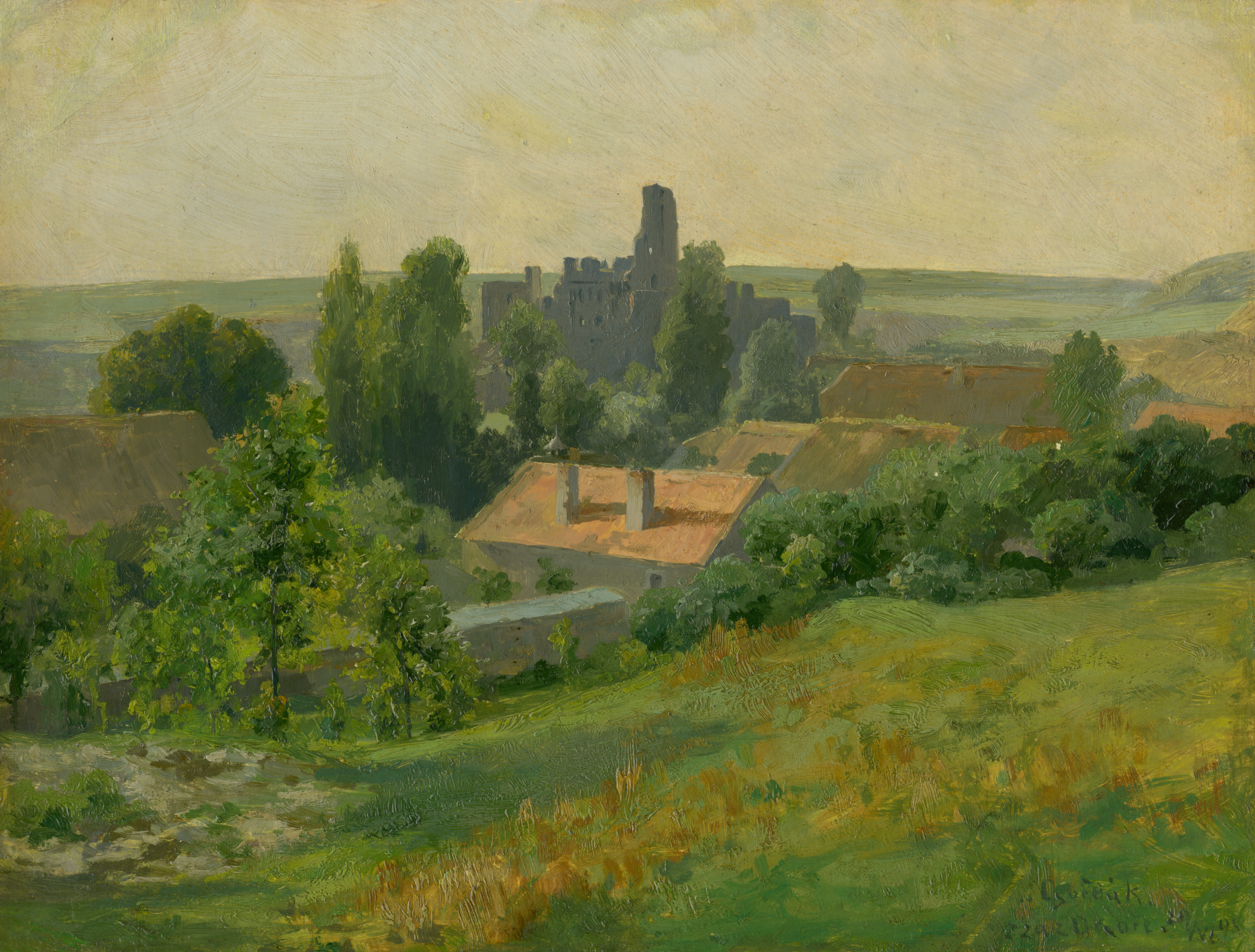
Ľudovít Csordák Hrad Okoř (1893)
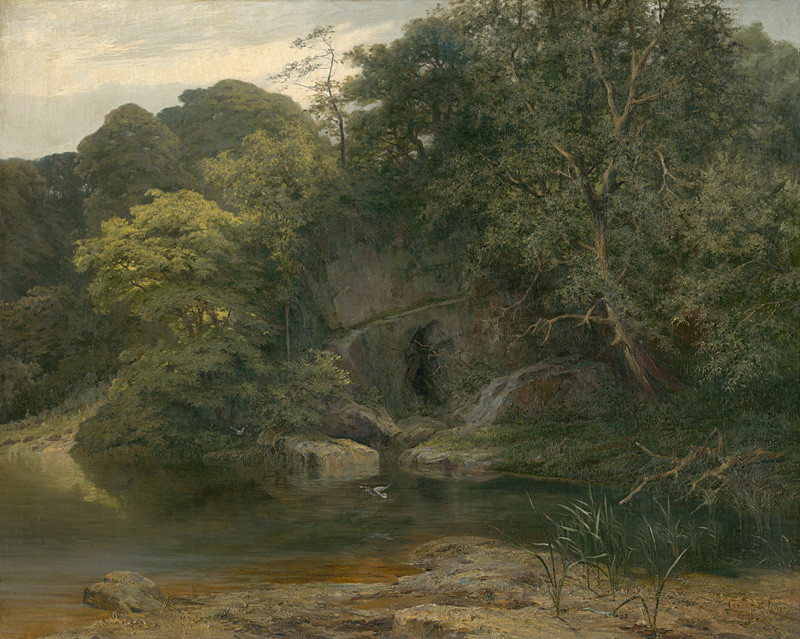
Ľudovít Csordák Oldrichov Dub pri Peruci (1893)
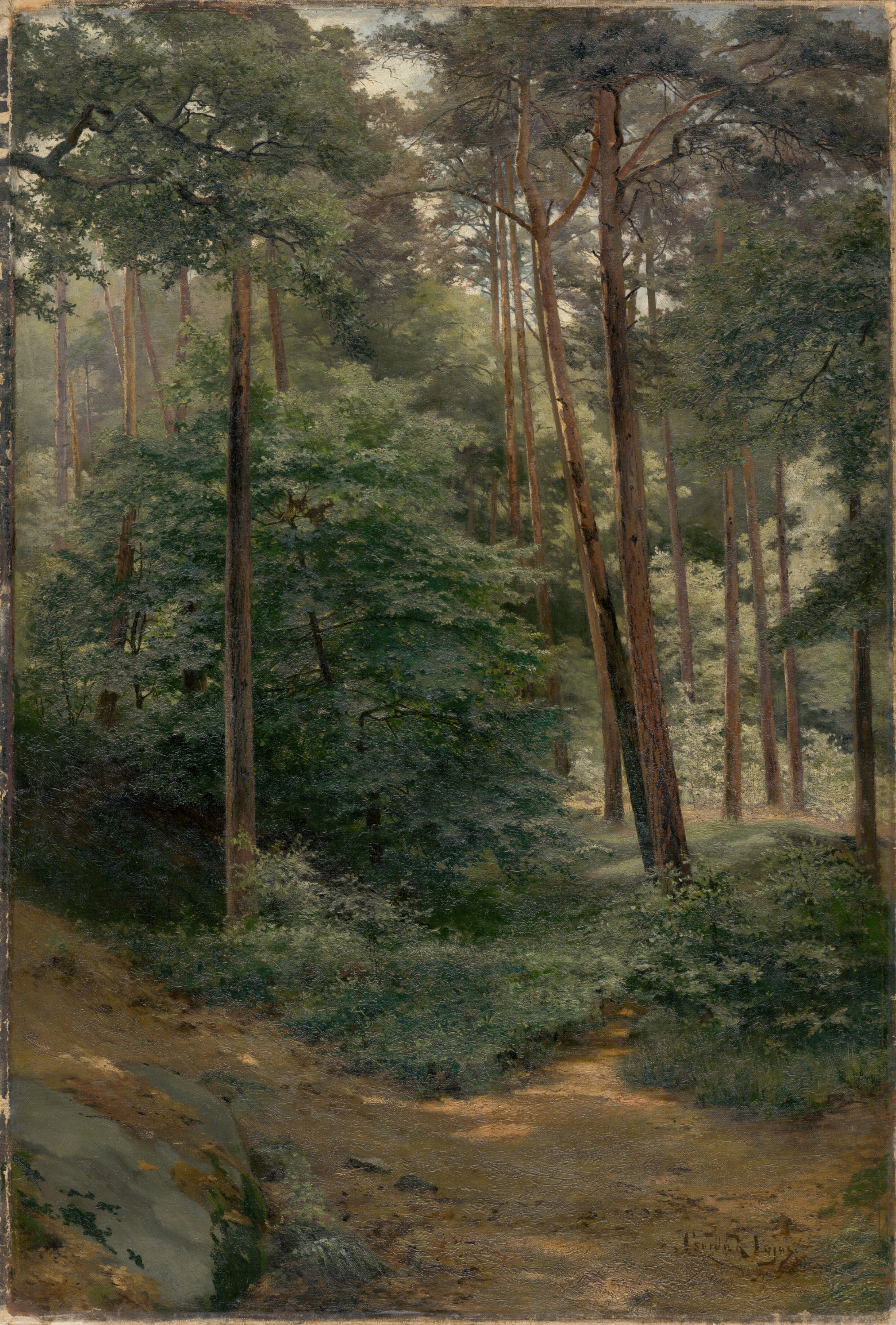
Ľudovít Csordák Vnútro lesa
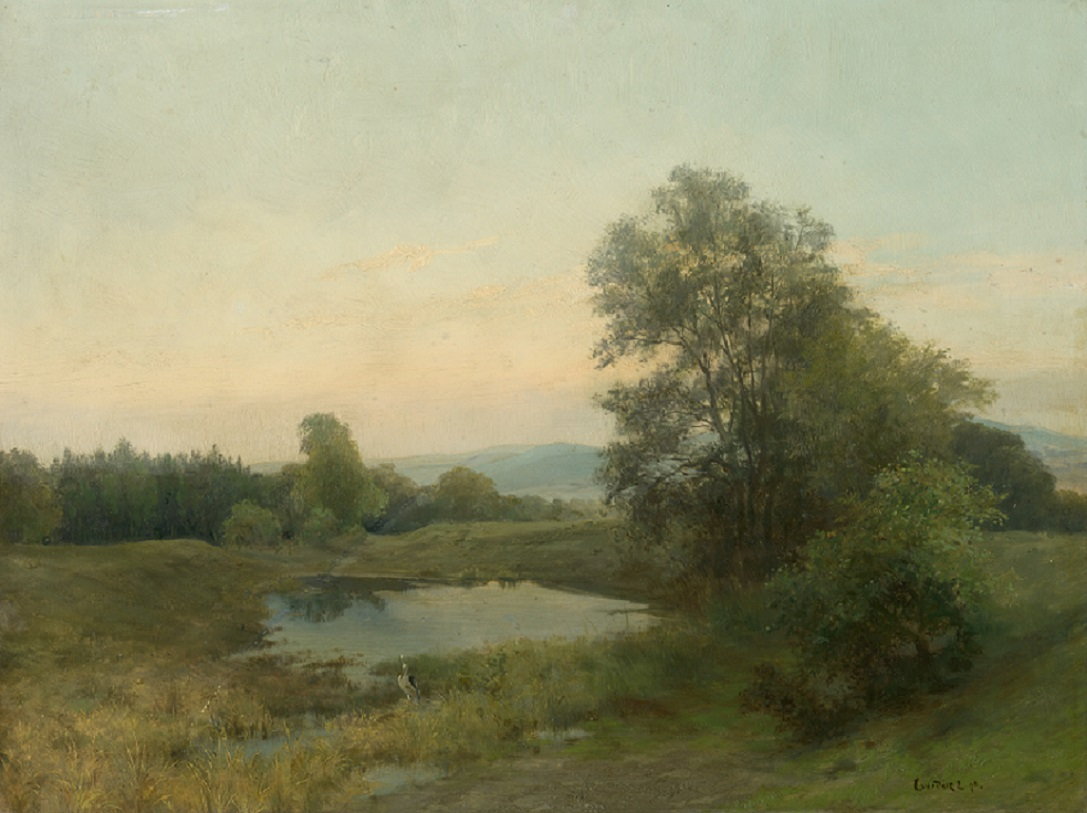
Ľudovít Csordák Krajina s močiarom
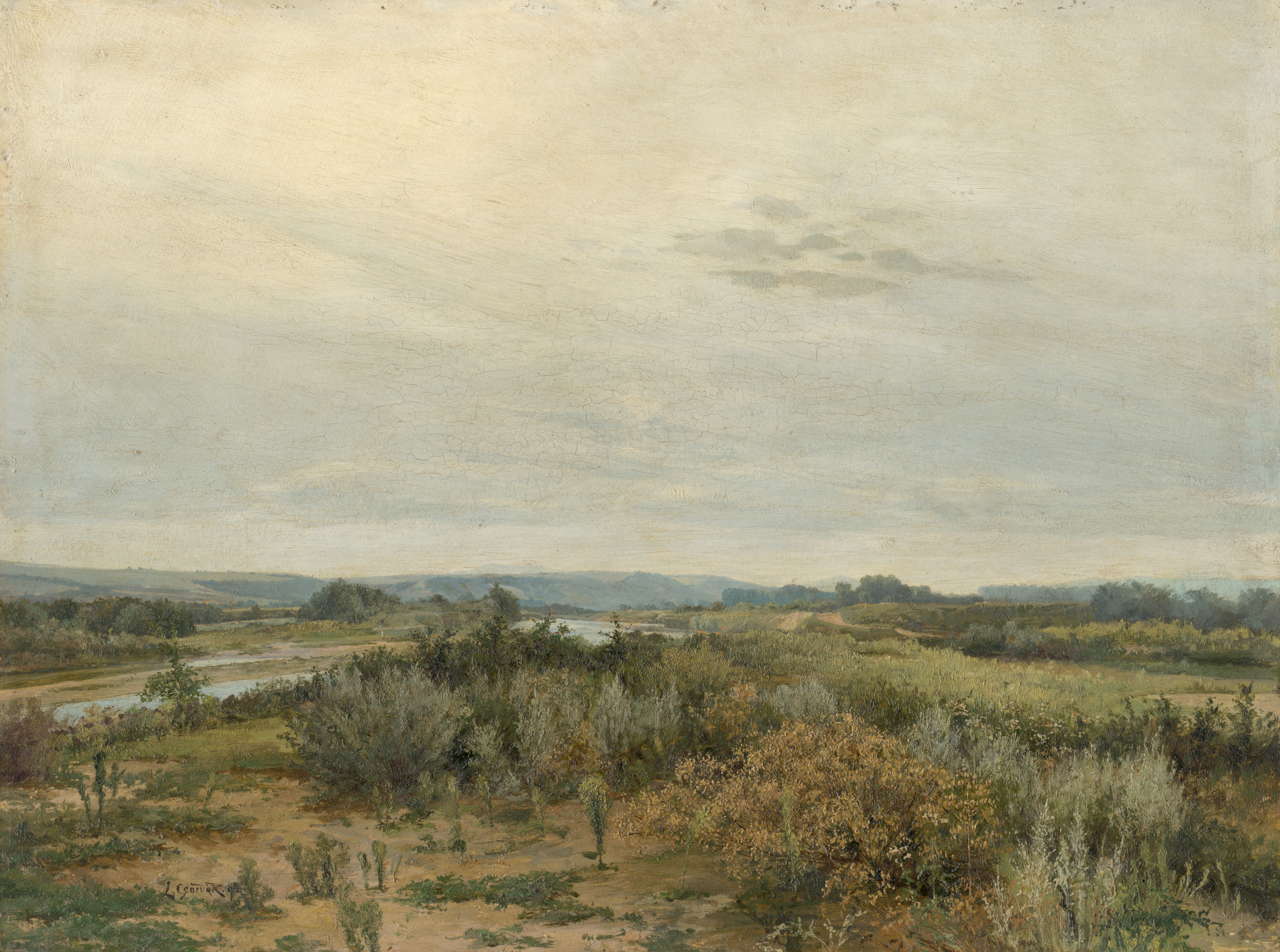
Ľudovít Csordák Východoslovenská krajina (1894)
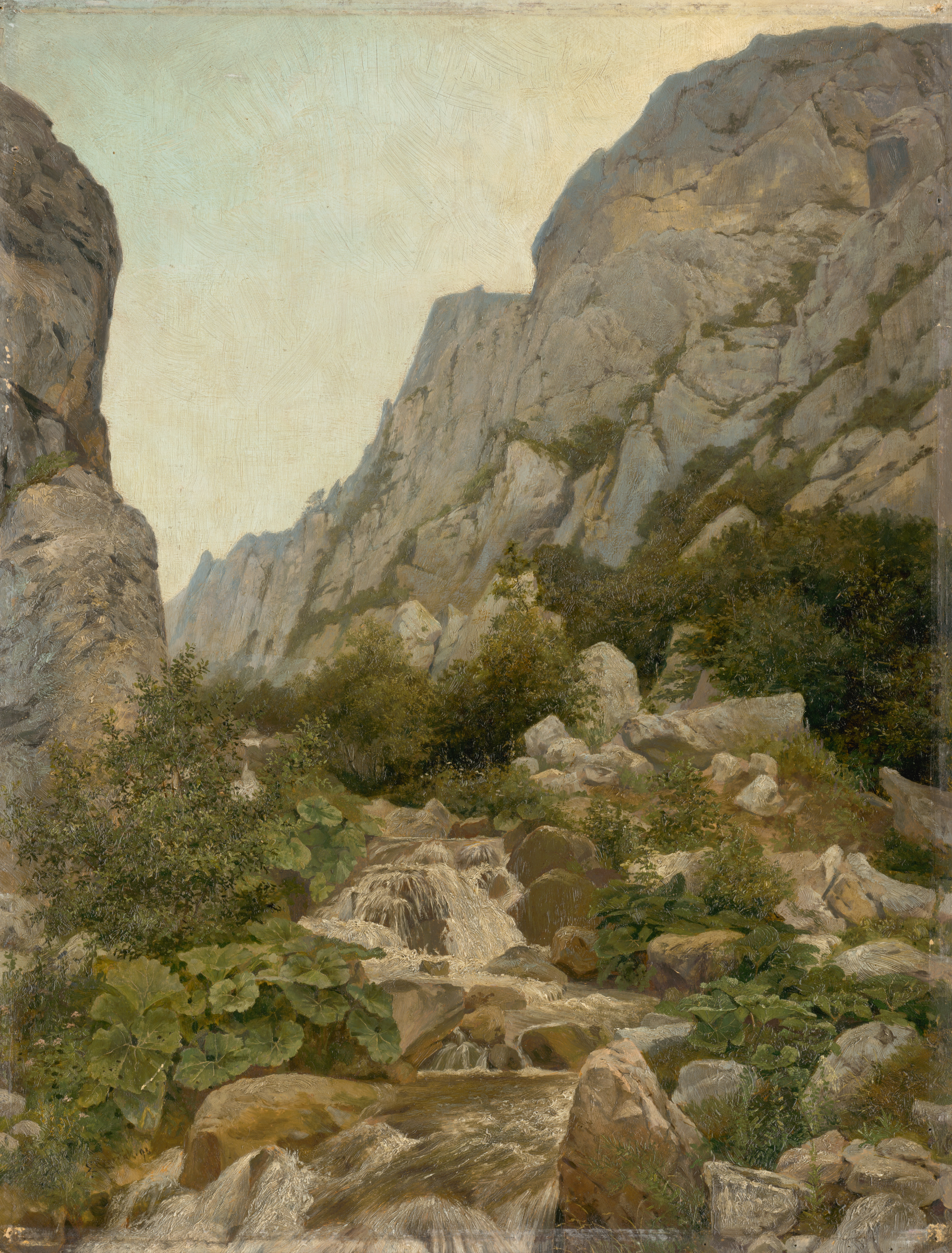
Ľudovít Csordák Potok v horách
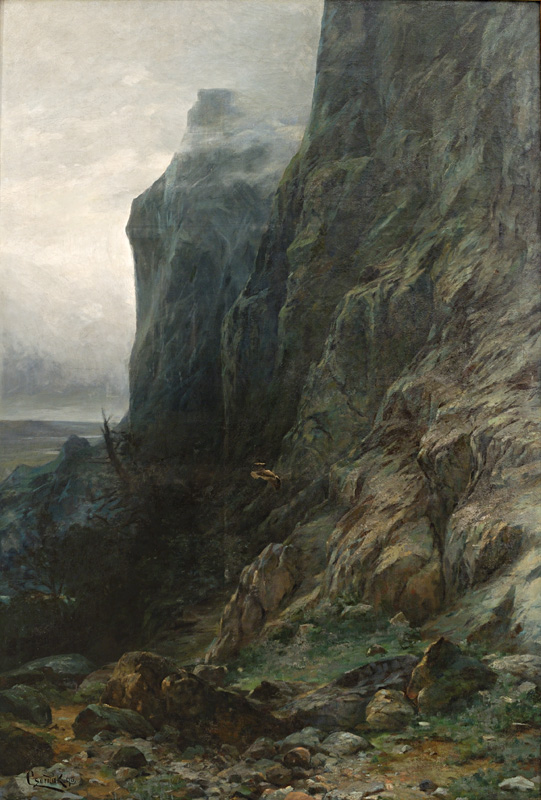
Ľudovít Csordák Skály (1895)
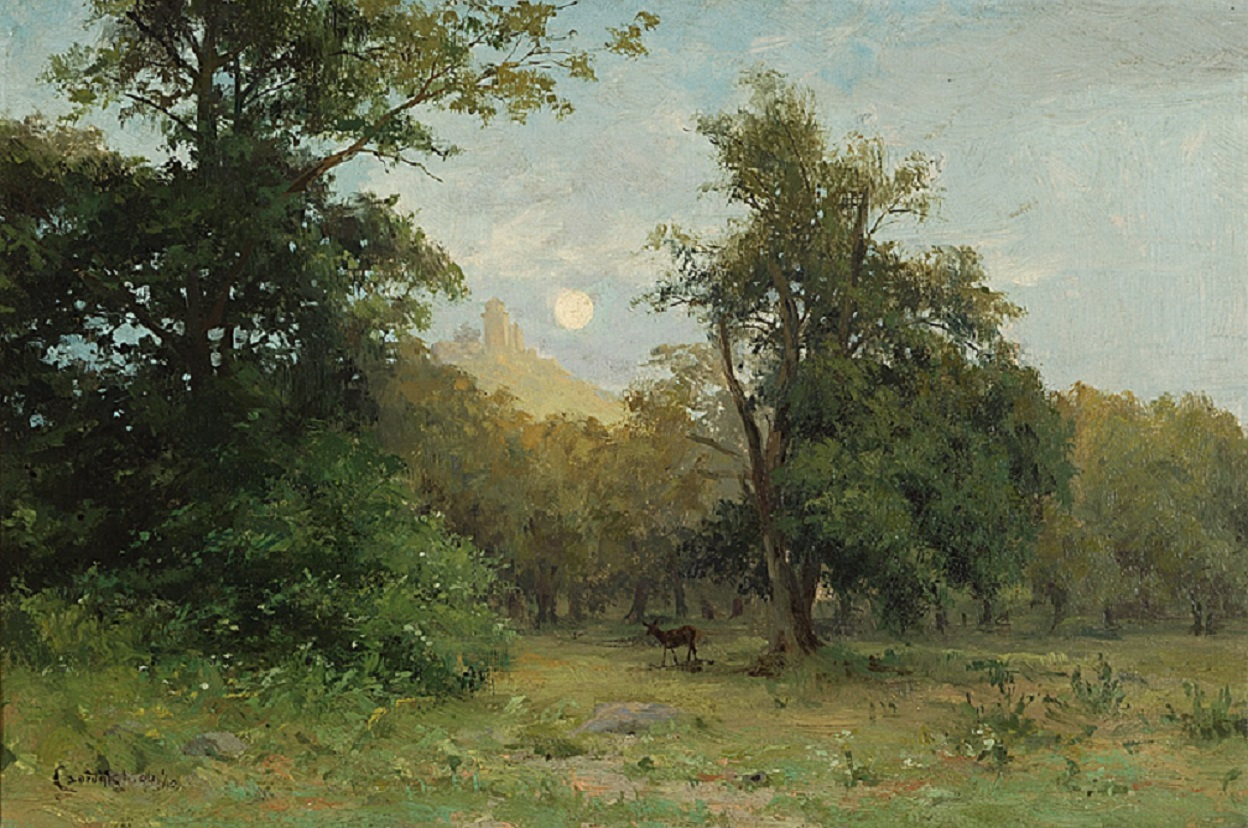
Ľudovít Csordák Měsíční krajina s hradem (1896)
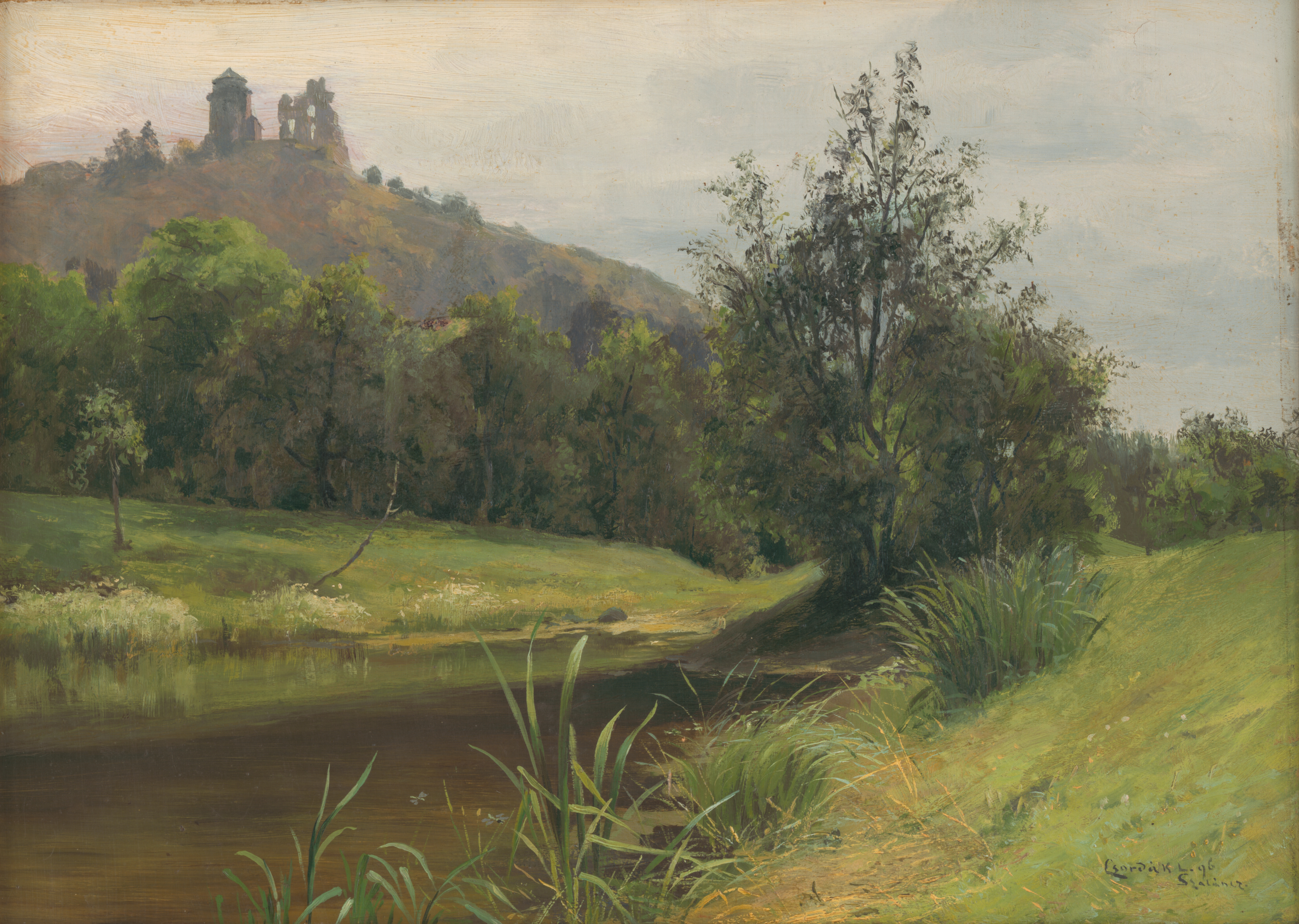
Ľudovít Csordák Močarina pod Slaneckým hradom (1896)
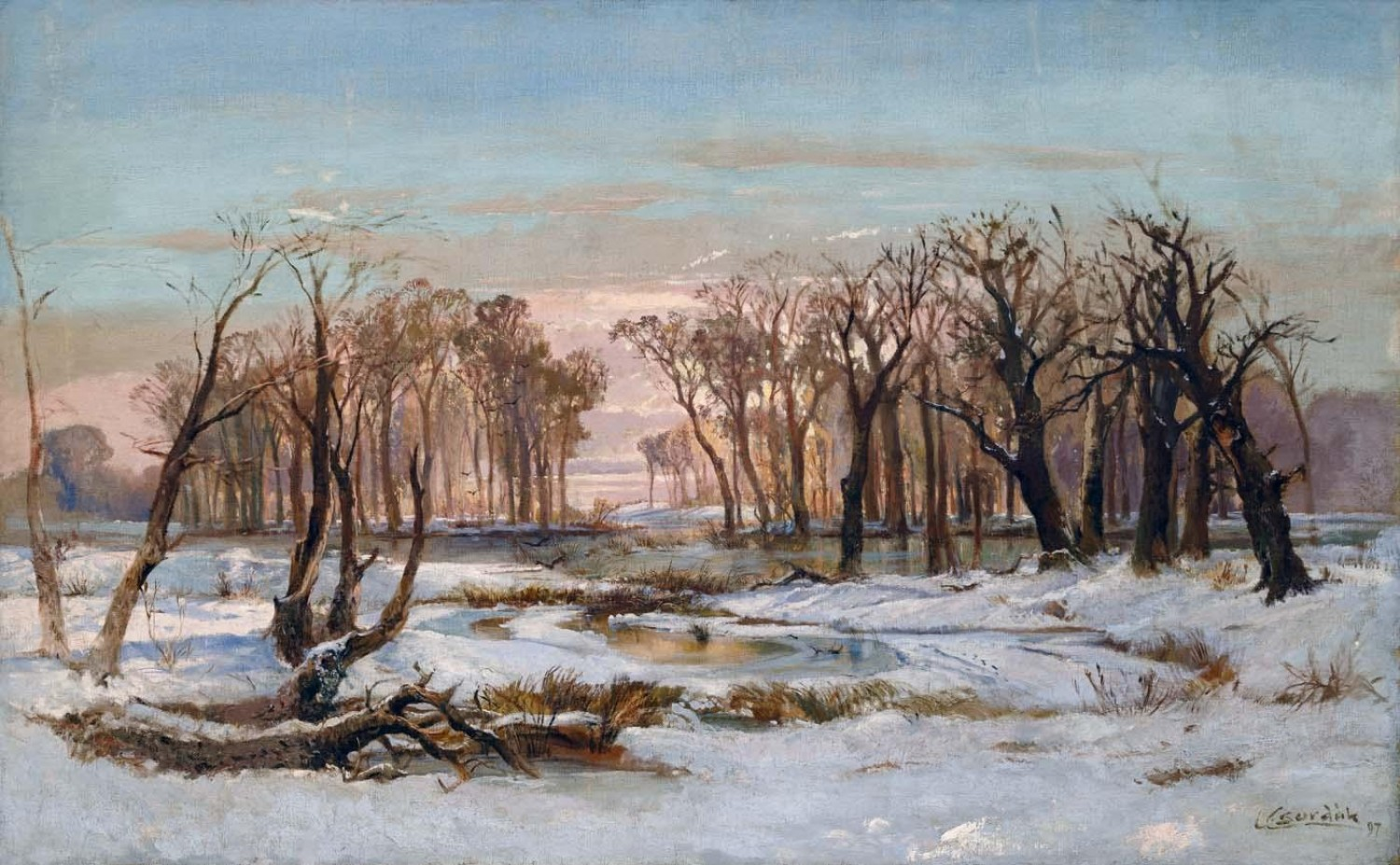
Ľudovít Csordák Zimní krajina (1897)
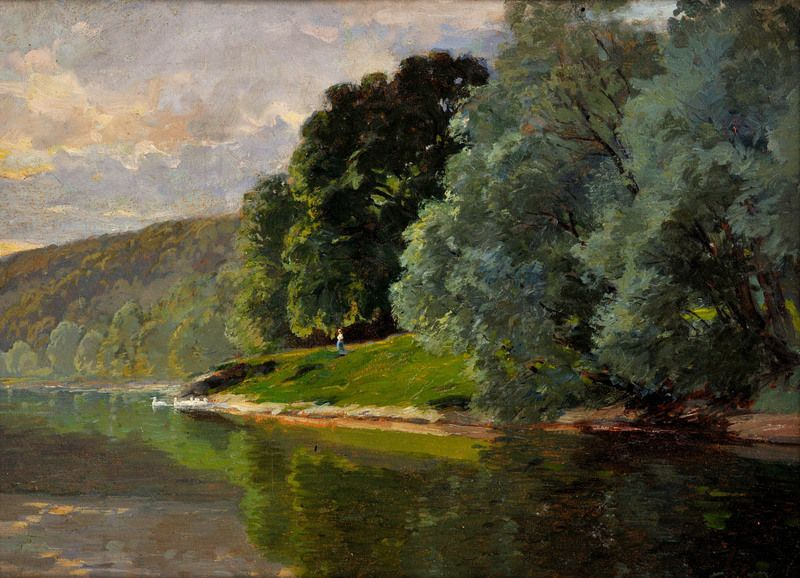
Ľudovít Csordák Na brehu Torysy (okolo 1910)
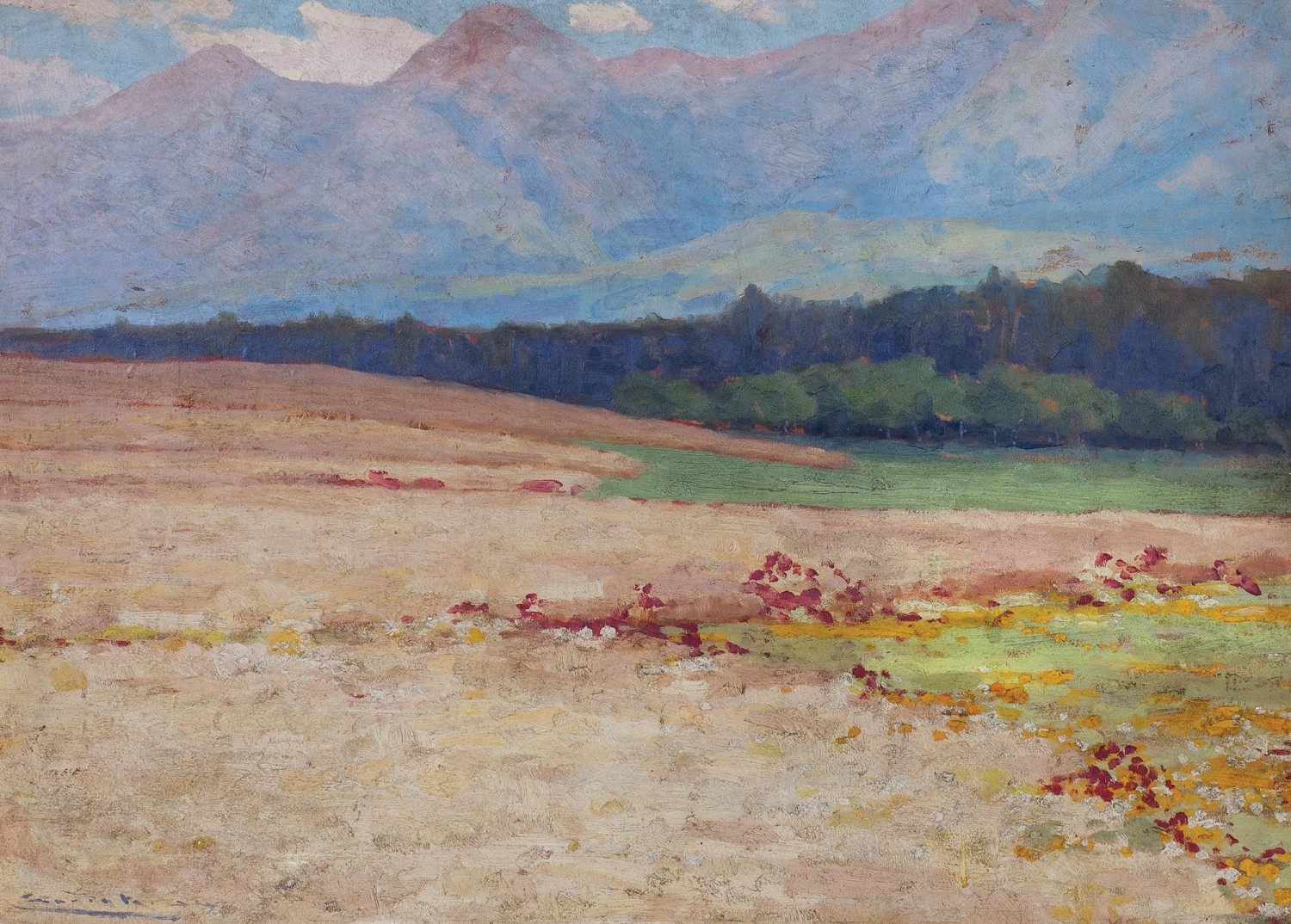
Ľudovít Csordák Políčka pod Tatrami (1920)
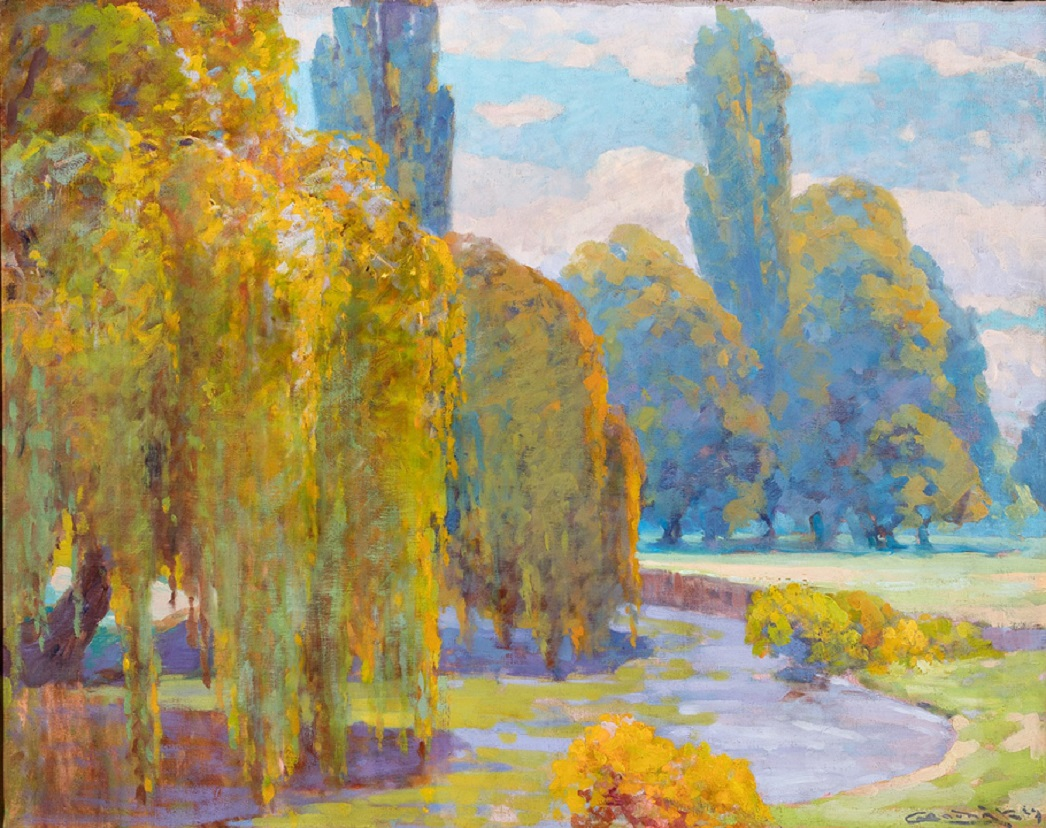
Ľudovít Csordák Podzim na Hornádě (1927)
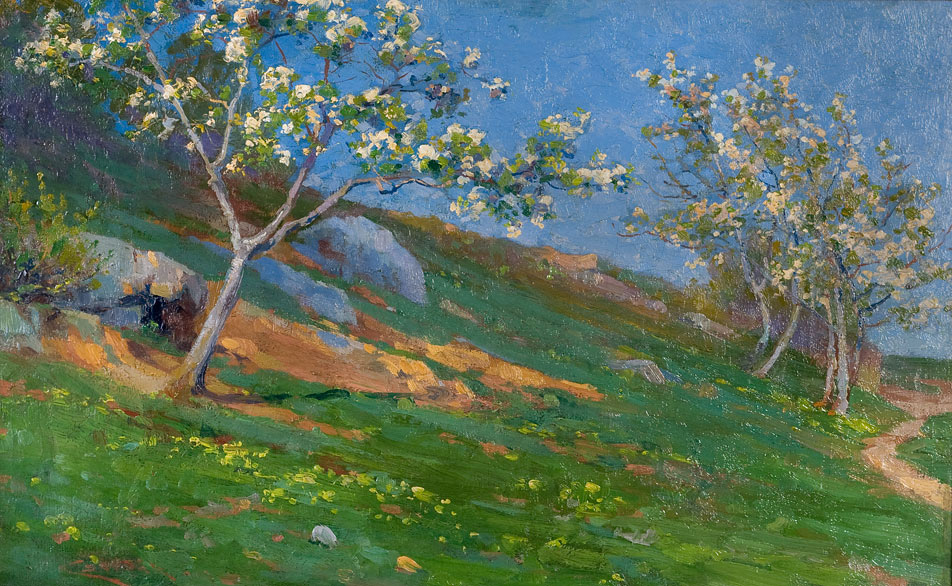
Ľudovít Csordák Rozkvitnuté stromy
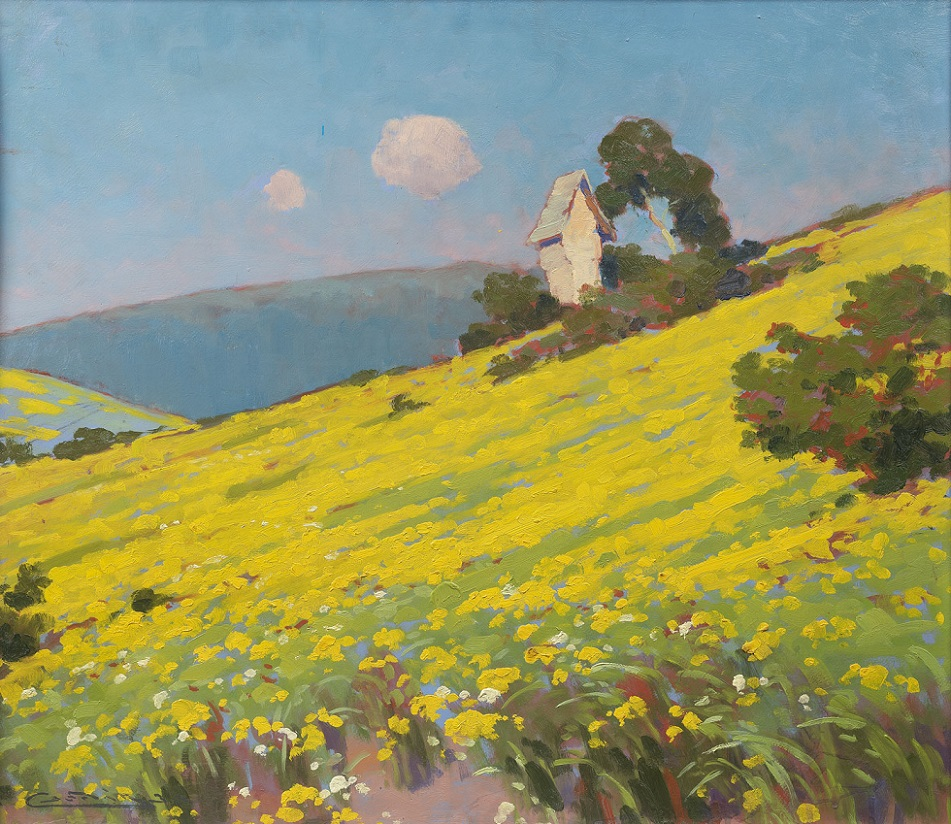
Ľudovít Csordák Boží muka (okolo 1930)